# Rol narrativo
El rol narrativo es una variante de juego de rol en la que se premia no solo la capacidad del jugador por representar correctamente a un personaje y las acciones de este, sino que además tiene gran importancia la expresividad del jugador y la manera de narrar sus acciones.
El juego de rol narrativo se distingue del juego de rol clásico y del rol en vivo en que la mayoría de las veces es el propio jugador el que narra, por escrito, las acciones que lleva a cabo, aunando a la vez juego de rol con ciertos aspectos de la escritura de una novela. Como es lógico, la mayoría de las veces los jugadores no tienen contacto físico los unos con los otros, y es habitual que este tipo de juego de rol se dé en foros de Internet o por correo convencional.

## Variantes
Existen dos grandes variantes, ambas con un amplio número de adeptos. Suelen ser habituales las disputas entre defensores y retractores de una u otra variedad, aunque no existe una gran diferencia entre el número jugadores de uno u otro tipo.

### Rol narrativo masterizado
Como su nombre indica, esta variante es la más parecida a los juegos de rol habituales, en las que una persona representa al «máster» o director de juego, que será el que vaya llevando, poco a poco, a los jugadores al desenlace de la partida. Esta persona será la que controlará todos los eventos que no son realizados directamente por los participantes, es decir, todo aquello que no son los personajes jugadores en sí, también llamados PNJ (personajes no jugadores).

### Rol narrativo libre
Los participantes tienen total libertad de acción, y siempre que respeten las reglas del juego pueden improvisar libremente, dándole forma a la historia y decidiendo su curso con cada mensaje.

### Rol narrativo por foro
El rol narrativo por foro es otro modo de juego de rol, en el cual los personajes son también inventados por los jugadores y describen sus diálogos, acciones y pensamientos mediante mensajes.
Puede haber o no másteres, pero sí hay moderadores que organizan la sección y administran las partidas. En cualquier caso, en este tipo de rol se premia, además de lo citado anteriormente, la manera de escribir del jugador y que esta cuente con las menores faltas de ortografía, para facilitar la comprensión de sus acciones.
Tipos de rol narrativo por foro:
- Creación de vida imaginaria: En este foro creas una vida de ficción; trabajo, dinero pagar tu casa, etc. El fin es convertirte en muy rico y famoso, llegar a un lugar determinado, etc. También son habituales personajes como vampiros y fuerzas mágicas, en mundos desconocidos, mágicos o fantásticos.
- Rol de interpretación: En este foro interpretas la vida de un famoso, personaje de dibujos, película, etc.
- Rol basado en animes o películas: Este tipo de rol es muy popular, destacando los universos de Naruto, Harry Potter, One Piece o Star Wars.